# Manhattan (Illinois)
Manhattan – wieś w Stanach Zjednoczonych, w stanie Illinois, w hrabstwie Will.